# Довер-Плейнс (Нью-Йорк)
Довер-Плейнс (англ. Dover Plains) — переписна місцевість (CDP) в США, в окрузі Дачесс штату Нью-Йорк. Населення — 1322 особи (2020).

## Географія
Довер-Плейнс розташований за координатами 41°44′21″ пн. ш. 73°34′23″ зх. д. / 41.73917° пн. ш. 73.57306° зх. д. (41.739272, -73.573014).  За даними Бюро перепису населення США в 2010 році переписна місцевість мала площу 1,79 км², з яких 1,75 км² — суходіл та 0,04 км² — водойми.

## Демографія
Згідно з переписом 2010 року, у переписній місцевості мешкали 1323 особи в 566 домогосподарствах у складі 319 родин. Густота населення становила 738 осіб/км².  Було 610 помешкань (340/км²).
Расовий склад населення:
| - 82,9 % — білих - 4,8 % — чорних або афроамериканців - 0,8 % — корінних американців - 0,6 % — азіатів - 6,6 % — осіб інших рас |

До двох чи більше рас належало 4,3 %. Частка іспаномовних становила 20,2 % від усіх жителів.
За віковим діапазоном населення розподілялося таким чином: 19,6 % — особи молодші 18 років, 62,7 % — особи у віці 18—64 років, 17,7 % — особи у віці 65 років та старші. Медіана віку мешканця становила 41,2 року. На 100 осіб жіночої статі у переписній місцевості припадало 110,7 чоловіків;  на 100 жінок у віці від 18 років та старших — 109,0 чоловіків також старших 18 років.
За межею бідності перебувало 9,8 % осіб, у тому числі 0,0 % дітей у віці до 18 років та 0,0 % осіб у віці 65 років та старших.
Цивільне працевлаштоване населення становило 491 особа. Основні галузі зайнятості: освіта, охорона здоров'я та соціальна допомога — 20,0 %, виробництво — 16,7 %, мистецтво, розваги та відпочинок — 15,1 %.